# Peteinosaurus
Peteinosaurus byl rod vývojově primitivního pterosaura, žijícího na území dnešní Itálie v období svrchního triasu (před asi 215 miliony let). Objeveny byly pouze fosilie tří subadultních (nedospělých) jedinců, lebka se ani v jednom případě nedochovala. Nález pochází z lokality Cene (údolí Seriana) v souvrství Zorzino Limestone. Formálně byl typový druh P. zambelli popsán roku 1978.

## Popis
Tento malý pterosaur měl dlouhá křídla, drobné nohy a dlouhý ocas, který mohl být zakončený kosočtverovitým výrůstkem, který sloužil k zachování rovnováhy při letu. Jeho evropský příbuzný se nazýval Dimorphodon a jejich společným znakem byla masivní, ale dosti lehká lebka. Rozpětí křídel dosahovalo pouze kolem 60 cm. Pravděpodobně lovil hmyz, který chytal do velikých čelistí. Mezi jeho současníky patřil např. rauisuch Postosuchus nebo sauropodomorf Plateosaurus.

## V populární kultuře
Peteinosaurus byl zobrazen v dokumentárním seriálu Putování s dinosaury, a to hned v prvním díle. Je tam vyobrazen jako malý pterosaur, který loví hmyz.